# شويعرة ضخمة
الشويعرة الضخمة (باللاتينية: Bromus diandrus) نوع نباتي يتبع جنس الشويعرة من الفصيلة النجيلية.

## الموئل والانتشار
الموطن الأصلي لهذا النوع هو حوض البحر الأبيض المتوسط، ولكنه أدخل إلى مناطق أخرى ذات مناخ متوسطي مثل كاليفورنيا وجنوب أستراليا.

## الوصف النباتي
النبات عشبي حولي يبلغ ارتفاع البالغ من 30 إلى 100 سم. النورة عشكولية متفرعة تشبه نورة الشوفان تحمل سنيبلات كبيرة ذات حسك طويل. اللسين غشائي كبير وله شعرات شائكة. تخرج البذور بسهولة من السنيبلة، والبذرة حادة ولها ملمس شائك بسبب وجود شعرات صغيرة على جوانبها تسهل التصاقها بالحيوانات وانتقالها.
ينمو هذا النبات في الحقول كحشيشة ويمكنه خفض غلة القمح بشكل كبير.